# عبدالحسین خسروپناه
عبدالحسین خسروپناه دزفولی (زاده ۱۳۴۵) روحانی ایرانی است که از سال ۱۴۰۱ دبیر شورای عالی انقلاب فرهنگی است. وی استاد فلسفهٔ پژوهشگاه فرهنگ و اندیشه اسلامی، معاون علوم انسانی و هنر دانشگاه آزاد اسلامی، و امام جمعهٔ موقت دزفول نیز هست.
او از کسانی است که پروژهٔ اسلامی‌سازی علوم انسانی را پیگیری می‌کند و مدیریت گروه فلسفهٔ پژوهشگاه فرهنگ و اندیشه اسلامی، ریاست مؤسسهٔ پژوهشی حکمت و فلسفهٔ ایران، ریاست هیئت حمایت از کرسی‌های نظریه‌پردازی و ریاست کمیته فرهنگی و اجتماعی کمیسیون بررسی و تأمین نیازهای دینی دبیرخانه مجمع تشخیص مصلحت نظام را برعهده داشته است. ۲۰ مارس ۲۰۲۳ اتحادیه اروپا وی را به دلیل «نقض فاحش حقوق بشر در ایران» تحریم کرد. ۶ ژوئیه ۲۰۲۳ دولت بریتانیا عبدالحسین خسروپناه و ۱۲ مقام و نهاد جمهوری اسلامی را به دلیل نقض حقوق بشر در ایران و تهدید شهروندان بریتانیا در فهرست تحریم‌های خود قرار داد و وزارت خارجه آمریکا از این تحریم‌ها حمایت کرد.

## زندگی
عبدالحسین خسروپناه در بهمن ۱۳۴۵ در شهر دزفول زاده شده است و در دزفول، یزد و قم به تحصیلات حوزوی پرداخته است. او پنج خواهر و سه برادر و دو فرزند دختر دارد.
در «زیست‌نامهٔ فکری» او ادعا شده که او سال ۱۳۷۴ او از مؤسسهٔ امام صادق (با دانشگاه امام صادق اشتباه گرفته نشود) مدرک دکتری کلام اسلامی دریافت کرده است. با این حال احمد مطلب‌نیا ادعا کرده مؤسسهٔ امام صادق تنها مدرک سطح چهار حوزه اعطا می‌کند و نه مدرک دکتری. مطابق زندگی‌نامهٔ او در وبگاه شخصی‌اش، او «همهٔ کتب متعارف حوزهٔ علمیه» را تدریس کرده است. خسروپناه همچنین سابقهٔ حضور در جنگ ایران و عراق را دارد.
وی در ۲۱ دی ۱۴۰۱ با حکم سید ابراهیم رئیسی دبیر شورای عالی انقلاب فرهنگی شد.

## ریاست مؤسسهٔ پژوهشی حکمت و فلسفهٔ ایران

### انتصاب
مردادماه سال ۱۳۹۰، غلامرضا اعوانی، رئیس مؤسسهٔ حکمت و فلسفهٔ ایران، به‌طور ناگهانی و با ارسال فکس توسط کامران دانشجو، وزیر علوم وقت، برکنار شد و عبدالحسین خسروپناه در جای او قرار گرفت. این انتصاب با واکنش اهل فلسفه روبرو شد و عده‌ای از آن‌ها نامه‌ای دسته‌جمعی به محمود احمدی‌نژاد، رئیس‌جمهور وقت ایران، ارسال کردند. به گفتهٔ کاوه لاجوردی، در زمان این انتصاب مؤسسهٔ حکمت و فلسفه، بزرگ‌ترین مرکز آموزش و پژوهش فلسفهٔ تحلیلی در ایران بوده است. در همین زمان ترکیب هیئت امنای مؤسسه نیز با حکم وزیر علوم تغییر کرد و ضیاء موحد، تنها عضو هیئت علمی مؤسسه در هیئت امنا، کنار گذاشته شد.

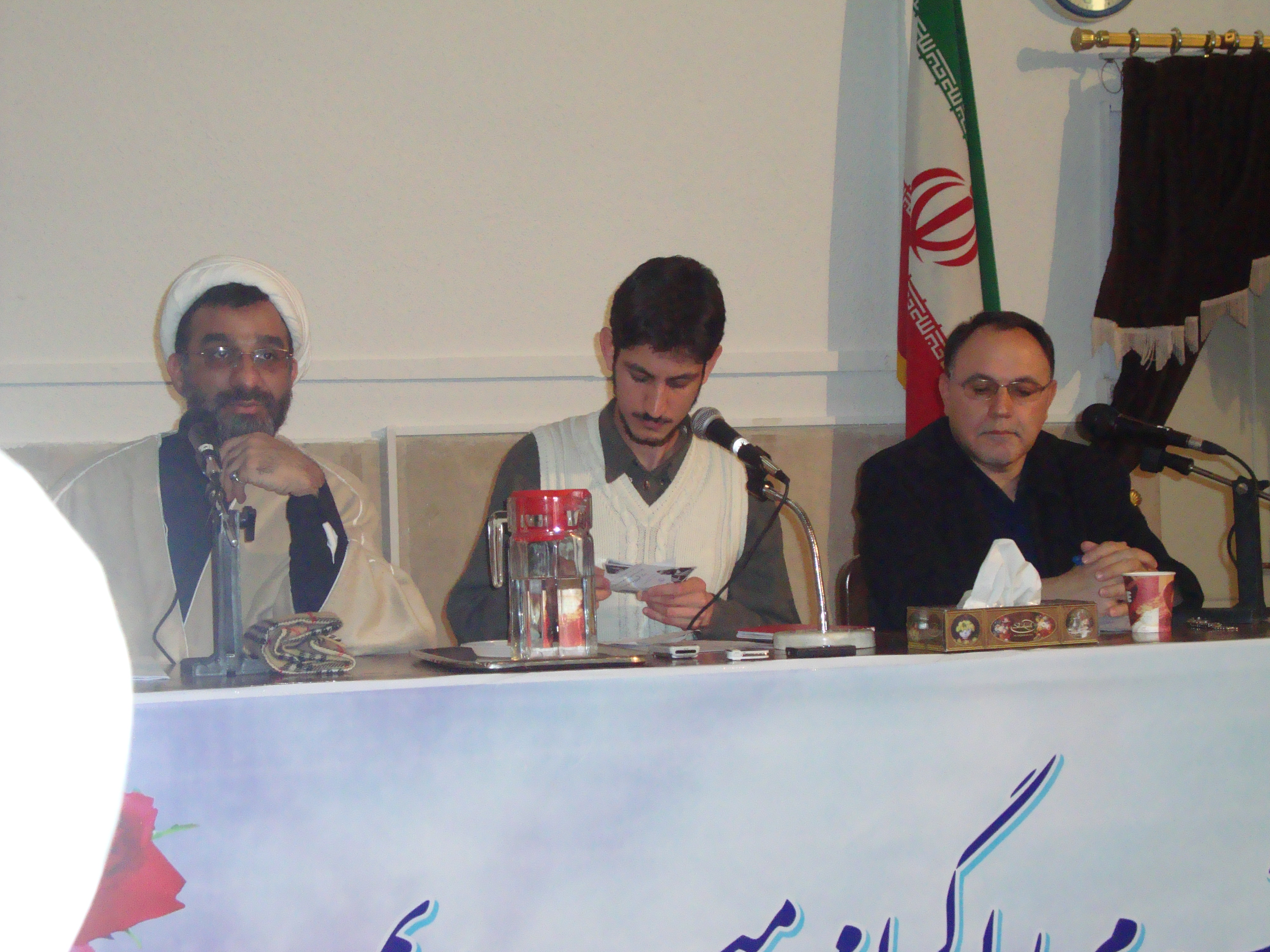
عبدالحسین خسروپناه در کنار علیرضا علوی‌تبار

### اخراج، استعفا و بازنشستگی اعضای هیئت علمی مؤسسه
در زمان ریاست او محسن کدیور و سروش دباغ از مؤسسه اخراج شدند و لاله قدکپور، مهدی نسرین، نصرالله موسویان، سعید انواری، امیراحسان کرباسی‌زاده و حسین شیخ‌رضایی به درخواست خود از مؤسسه رفتند. حسین معصومی همدانی در همین دوره با ابراز نارضایتی از مدیریت مؤسسه درخواست بازنشستگی کرد و بازنشسته شد. ضیاء موحد نیز بالاجبار بازنشسته شد. در زمان ریاست خسروپناه همچنین شعبهٔ قم مؤسسهٔ حکمت و فلسفه تأسیس شد که اولین اعضای هیئت علمی آن، همکاران خسروپناه در نگارش مقاله‌ها و کتاب‌هایش بوده‌اند.

### جنجال نشریهٔ جاویدان‌خرد
او علاوه بر ریاست بر مؤسسهٔ حکمت و فلسفه، مدیر مسئول نشریهٔ علمی-پژوهشی جاویدان‌خرد (وابسته به مؤسسهٔ حکمت و فلسفه) نیز بوده است. اولین شمارهٔ این نشریه با مدیر مسئولی خسروپناه به جای تابستان ۱۳۹۰، پاییز ۱۳۹۱ منتشر شد و با این حال شامل هیچ مقاله‌ای از سال ۱۳۹۰ یا قبل‌تر نبوده است. همچنین، کاوه لاجوردی در پستی وبلاگی، جمله‌هایی بی‌معنا از مقاله‌های فارسی و انگلیسی این شماره نقل کرده است.

### جنجال انتشار نامه به مدیر آموزش و پرورش قم و برکناری
در آذر ۱۳۹۷، نامه‌ای از او با سربرگ مؤسسهٔ حکمت و فلسفه درز کرد که در آن از مدیر آموزش و پرورش قم درخواست شده بود به خواهر او پستی در زیرمجموعهٔ خود بدهد. این نامه در فضای مجازی جنجال‌آفرین شد. یک ماه پس از انتشار نامهٔ جنجالی خسروپناه او توسط وزیر وقت علوم برکنار شد. پس از برکناری، علی‌اکبر ولایتی او را به عنوان معاون علوم انسانی و هنر دانشگاه آزاد اسلامی منصوب کرد. با توجه به اینکه یک ماه قبل خسروپناه ولایتی را به عنوان مدیر گروه «فلسفه و علوم در تمدن اسلامی» مؤسسهٔ حکمت و فلسفه منصوب کرده بود برخی تعامل خسروپناه و ولایتی را «تهاتر شغلی» نامیدند.

### انتقادها
در زمان ریاست او بر مؤسسهٔ حکمت و فلسفه، انتقادهای زیادی توسط اهالی فلسفه به جایگاه علمی و کتاب‌ها و مقاله‌های او وارد شد که او آن‌ها را ناشی از این دانسته که «یک معتقد و مدافع تئوری‌های نظام جمهوری اسلامی بر منصب مؤسسه ای نشسته که زمانی دیگران بر آن تکیه زدند» و منتقدان را «اپوزیسیون» خوانده است. او همچنین ادعا کرده یکی از دلایل مخالفت‌ها با او، تلاش او برای حضور اعضای هیئت علمی مؤسسه در مؤسسه بوده است. در واکنش به این ادعا، اعضای هیئت علمی مؤسسه نامه‌ای اعتراضی منتشر کردند.

### مدافعان
حمید پارسانیا، عضو شورای عالی انقلاب فرهنگی، از عملکرد خسروپناه در مؤسسهٔ حکمت و فلسفه دفاع کرده است. به گفتهٔ او خسروپناه «یک پاتوق فرهنگی برای اساتید» ایجاد کرده و «نشاط علمی مؤسسه را نمی‌توان انکار کرد.» رضا برنجکار، رئیس وقت انجمن کلام حوزهٔ علمیه، در دفاع از خسروپناه گفته «مؤسسه‌ای که به جمهوری اسلامی ایران منتسب است نمی‌تواند دربارهٔ معارف دینی و دفاع از آن که وظیفهٔ کلام است، بی‌تفاوت یا کم توجه باشد» و بنابراین اقدامات او برای گسترش گروه کلام مؤسسه را مثبت ارزیابی کرده. دیگر اقدام مثبت خسروپناه از نظر برنجکار توجه به کرسی‌های آزاداندیشی بوده است. خبرگزاری دانشجو علت انتقادها به خسروپناه را این دانسته که پیش از انتصاب او، مؤسسهٔ حکمت و فلسفه به «کانون تجمع بسیاری از عناصر ضدانقلاب و ضد دین تبدیل شده بود» و بنابراین «انتصاب روحانی انقلابی، فاضل و ضد فلسفه غرب باعث ترس شدید ضدانقلاب شد.»

## دبیر شورای عالی انقلاب فرهنگی
ابراهیم رئیسی در دی ۱۴۰۱ او را به عنوان دبیر شورای عالی انقلاب فرهنگی منصوب کرد. عباس آخوندی وزیر سابق و مدرس دانشگاه در واکشن به انتخاب او خواستار انحلال شورای انقلاب فرهنگی شد او گفت «سمت ایشان فاقد بنیان قانونی و کارکردش عقب نگاه داشتن نظام دانشگاهی و اغتشاش فرهنگی بوده است؛ بنابراین، به‌عنوان یک خواست ملی انحلال شورای انقلاب فرهنگی را خواهان شویم».

## اتهام دستبرد فکری و انتقادها به جایگاه علمی
خسروپناه بیش از ۵۰ کتاب و بیش از ۱۷۰ مقاله منتشر کرده است. تمام کتاب‌های او توسط ناشران دولتی چاپ شده‌اند. امیرحسین خداپرست، عضو هیئت علمی مؤسسهٔ حکمت و فلسفهٔ ایران، نشان داده است فصولی از چند کتاب خسروپناه تقریباً مطابق با یکدیگرند. او همچنین نشان داده بخش قابل توجهی از فصل چهاردهم کتاب مسائل کلامی جدید و فلسفهٔ دین خسروپناه، تلخیص و رونویسی از کتاب جاودانگی رضا اکبری، استاد دانشگاه امام صادق است. او همچنین نوشته اکثر ارجاعات خسروپناه در همین کتاب، به منابع بی‌ارزش و کم‌ارزش است و همچنین بسیاری از ارجاعات او از عرف ارجاع پیروی نمی‌کنند. او همچنین این احتمال را در نظر گرفته که خسروپناه ارجاع‌های باواسطه را به ارجاع بی‌واسطه تبدیل کرده است. دستبرد فکری از نوشته‌های دیگران، کپی‌برداری از ویکی‌پدیای فارسی، نقل‌قول‌های مستقیم طولانی (در یک مورد ۳۳ صفحه)، و آشفتگی‌های نگارشی و ویرایشی در کتاب او با عنوان جریان‌شناسی ضدفرهنگ‌ها نیز دیده می‌شود. انتقادهایی مشابه به کتاب‌ها و مقاله‌های دیگر او توسط نصرالله موسویان، حسین شیخ‌رضایی و سروش دباغ وارد شده است.

## تحریم‌ها
در ۲۰ مارس ۲۰۲۳ اتحادیه اروپا ششمین بسته تحریم‌های خود را علیه یک نهاد و هشت تن از مقامات جمهوری اسلامی از جمله خسروپناه به دلیل «نقض جدی حقوق بشر در ایران»، «نفرت‌پراکنی» علیه زنان، تصویب طرح‌هایی برای تحدید آزادی‌های زنان و پخش اعترافات اجباری بازداشت‌شدگان ارائه داد.
در ۶ ژوئیه ۲۰۲۳ دولت بریتانیا ۱۳ مقام و نهاد جمهوری اسلامی از جمله خسروپناه را در فهرست تحریم‌های خود قرار داد. این تحریم‌ها به دلیل نقض حقوق بشر در ایران و هدف قرار دادن شهروندان بریتانیا در خاک این کشور است. وزارت خارجه آمریکا از این تحریم‌ها در مقابله با گسترش ارسال تسلیحات، سرکوب وحشیانه و تهدید افراد در سراسر جهان حمایت کرد.

## دیدگاه‌ها
خسروپناه از مدافعان علم دینی است و معتقد است همان‌طور که علوم انسانی مدرن اولاً سازنده و ثانیاً حاکی از جامعهٔ مدرن‌اند، علوم انسانی اسلامی سازنده و حاکی از جامعهٔ اسلامی‌اند. از نظر او مدیریت علم ممکن و «زاییدهٔ عقلانیت نخبگانی» است.مطابق دیدگاه خسروپناه، نظام‌های اقتصادی دارای عقبهٔ فلسفی‌اند و بنابراین پذیرش اقتصاد سرمایه‌داری مستلزم پذیرش دئیسم است. او معتقد است می‌توان از منابع دینی مکتب اقتصادی اسلام را استخراج کرد.خسروپناه منتقد پزشکی مدرن است و رویکرد آن را تهاجمی می‌داند. از نظر او «غلبه طبیعت‌گرایی و تجربه‌گرایی در طب مدرن، باعث شده نه تنها تصرف بلکه به تعبیر هایدگر، تعرض و تهاجم بر طبیعت بالا رود و طبیعت هم جنگ جهانی علیه بشریت راه بیندازد.» او مدعی شده سه بار به کووید ۱۹ ابتلا یافته و با مصرف «داروی امام کاظم» و «داروی جامع امام رضا» بهبود پیدا کرده است.
عبدالحسین خسروپناه در مصاحبه با خبرگزاری فارس گفت «بنده تاکنون به سینما نرفته‌ام! به فرزندانم هم توصیه نمی‌کنم به سینما بروند.»
خسروپناه درمورد زندگی‌اش در دوره پهلوی گفت: «من از بالکن مغازه با تیرکمان به پاهای خانم‌های بدحجاب می‌زدم که چرا پالُخت بیرون آمده‌اند. پدرم نسبت به حجاب حساس بود، اما گفت اگر ضربه‌ای بخورند شرعاً ضامن هستی و از این رو تیروکمان را گذاشتم کنار و روی آن‌ها آب می‌ریختم.»